# Skúvoy, Skúvoy
Skúvoy este un oraș din Insulele Faroe.